# Dimitri Foulquier
Dimitri Foulquier (Sarcelles, 23 de março de 1993) é um futebolista profissional francês que atua como lateral-direito. Atualmente, joga pelo Valencia.

## Carreira
Em 27 de agosto de 2013, Foulquier foi emprestado ao La Liga Granada. Em 25 de maio de 2014, os andaluzes compraram Foulquier em definitivo, por uma taxa de €2 milhões, com o jogador assinando um contrato de cinco anos.
Foulquier assinou com o Watford em 25 de agosto de 2017 Em 23 de agosto de 2018, Foulquier retornou à Espanha e à sua primeira divisão depois de concordar com um contrato de empréstimo de um ano com o Getafe. Em 2 de janeiro de 2020, Foulquier retornou ao Granada por empréstimo pelo restante da temporada, com opção de compra.
Em 30 de agosto de 2021, Foulquier assinou um contrato de quatro anos com o Valencia, também na primeira divisão, por uma taxa de €2,5 milhões.

## Títulos

### Prêmios individuais
- Equipe do torneio do Campeonato Europeu Sub-19 de 2012[13]